# سيجا (موسيقى)
سيجا ( (بالفرنسية: Séga)‏) هو أحد أنواع الموسيقى الرئيسية في موريشيوس وريونيون . وهي فن أداء متكامل يتضمن الموسيقى ورواية القصص والرقص التقليدي. من الناحية الموسيقية. ينعكس تنوع أشكال السيجا المختلفة في تعداد الأعراق للسكان الأصليين في موريشيوس.
تم إدراج موسيقى سيجا ( سيجا موريشيوس التقليدية [الإنجليزية] ، وسيجا تامبور تشاجوس ، وسيجا تامبور في جزيرة رودريغز ) في قوائم التراث الثقافي غير المادي لليونسكو .

## وصف
كان الشكل التقليدي للموسيقى مرتجلًا إلى حد كبير وعاطفيًا للغاية ويعبر عن محن الشعب المقهور والمستعبد في البداية.  ففكانت موسيقى للرقص في المقام الأول ولكنها كانت تستخدم أيضًا في المرثيات وكجزء من طقوس طرد الأرواح الشريرة التقليدية.